# Unai Arietaleanizbeaskoa
Unai Arietaleanizbeaskoa Miota (Vergara, Guipúzcoa, 16 de junio de 1999) es un futbolista español que juega en la demarcación de delantero en la Cultural de Durango de la Tercera Federación.

## Biografía
Empezó a formarse como futbolista en las categorías inferiores del CD Vitoria, y posteriormente en el primer equipo, jugando en la Tercera División de España. Un año después el 30 de septiembre de 2020, hizo su debut con el primer equipo en un partido de la Primera División de España contra el Elche CF.
En 2022 llegó al Barakaldo CF en la Tercera Federación, debutando el 10 de septiembre de 2022. El 11 de diciembre de 2022 marcó sus dos primeros goles vistiendo la camiseta gualdinegra frente al CD Aurrera Vitoria.

## Clubes
| Club                | País   | Año       | Partidos | Goles |
| ------------------- | ------ | --------- | -------- | ----- |
| CD Vitoria          | España | 2019-2020 | 30       | 8     |
| SD Eibar            | España | 2020-2021 | 5        | 0     |
| CD Vitoria          | España | 2021-2022 | 44       | 11    |
| Barakaldo CF        | España | 2022-2023 | 26       | 7     |
| Cultural de Durango | España | 2023-     | 64       | 18    |